# روديون كاماتارو
روديون دورو غورين كاماتارو (بالرومانية: Rodion Cămătaru)‏، من مواليد 22 يونيو 1958 في ستريهايا في رومانيا، لاعب كرة قدم روماني سابق.
حاز على جائزة الحذاء الذهبي الأوروبي في عام 1987.
لعب مع منتخب رومانيا لكرة القدم، وشارك معهم في 75 مباراة وسجل 22 هدف.

## روابط خارجية
- روديون كاماتارو على موقع الاتحاد الدولي (مؤرشف)  (الإنجليزية)
- روديون كاماتارو على موقع الاتحاد الأوربي (الإنجليزية)
- روديون كاماتارو على موقع قاعدة بيانات كرة القدم.إي يو (الإنجليزية)
- روديون كاماتارو على موقع ناشيونال فوتبول تيمز (الإنجليزية)
- روديون كاماتارو على موقع عالم كرة القدم.نت (الإنجليزية)
- روديون كاماتارو على موقع كووورة